# U 507
U 507 war ein deutsches U-Boot vom Typ IX C, das von der ehemaligen deutschen Kriegsmarine während des Zweiten Weltkriegs im Nord-, West- und Südatlantik eingesetzt wurde.

## Technik
Der Typ IX war ein Zweihüllen-Hochseeboot, dessen Entwurf von der U 81 – U 86 Serie von 1916 abgeleitet war und das in vielerlei Hinsicht dem Typ I A von 1936 ähnelte. Zwischen März 1939 und Juli 1942 wurden 54 Einheiten vom Typ IX C in den Dienst gestellt. Durch eine nochmalige Steigerung der Brennstoffmenge gegenüber den Varianten IX A und IX B wurde die Überwasserfahrstrecke um etwa 1500–1800 Seemeilen vergrößert. Zur Unterbringung der Brennstoffzellen wurde vom Raum zwischen den Hüllen größerer Gebrauch gemacht. Die U-Boote vom Typ IX eigneten sich hervorragend für Langstreckenfahrten, da sie im Vergleich zu anderen Typen der Kriegsmarine größere Reichweiten aufgrund ihrer Treibstoffbunker hatten.

## Geschichte
Der Auftrag für das Boot wurde am 20. Oktober 1939 an die Deutsche Werft AG, Hamburg vergeben. Ursprünglich waren die Boote dieses Typs von der Deschimag AG Weser in Bremen gefertigt worden. Die Deutsche Werft hatte zu Beginn des Zweiten Weltkrieges den Auftrag bekommen, die U-Boote des Typs IX als Nachbau in Großserie herzustellen. Bis Kriegsende stellte die Deutsche Werft 24 U-Boote des Typs IX C für die Kriegsmarine her.

### Bau und Indienststellung
Die Kiellegung des Bootes mit der Baunummer 303 erfolgte am 11. September 1940 und der Stapellauf am 15. Juli 1941. Die Indienststellung unter Korvettenkapitän Harro Schacht fand schließlich am 8. Oktober 1941 statt. Einer Tradition der deutschen U-Bootwaffe folgend wählte die Besatzung ein am Turm aufgemaltes Zeichen, das in vielen Fällen das Motto des Bootes ausdrückte. Die Turmbemalung von U 507 zeigte einen Hund, der Männchen macht. Die Figur war inspiriert durch den britischen Comichund Bonzo.

### Flottillenzugehörigkeit, Stationierungen und Kommandant
Das Boot wurde nach seiner Indienststellung am 8. Oktober 1941 bis zum 28. Februar 1942 bei der 4. Flottille in Stettin als Ausbildungsboot zum Training der Besatzung eingesetzt. Vom 1. März 1942 bis zum Versenkungstag gehörte es der 2. U-Flottille im nordfranzösischen Lorient als Frontboot an. Während der gesamten Dienstzeit des Bootes war Kkpt. Harro Schacht Kommandant von U 507.

### Einsätze
U 507 unternahm während seiner Dienstzeit vier Patrouillenfahrten. Allein am 16. und 17. August 1942 versenkte das Boot vor der Küste Brasiliens innerhalb von 40 Stunden fünf unter Landesflagge fahrende unbewaffnete Handelsschiffe, wobei 607 Menschen umkamen und ein Rauminhalt von 14.822 BRT verloren ging. Dies führte zu gewaltsamen Demonstrationen in Brasilien und zur Kriegserklärung Brasiliens an Deutschland und Italien am 22. August des Jahres.
| Zeitpunkt                  | Name             | Schiffstyp                  | Tonnage  | Reederei                                 | Opfer | Überlebende |
| -------------------------- | ---------------- | --------------------------- | -------- | ---------------------------------------- | ----- | ----------- |
| 16. August 1942, 02.03 Uhr | Araraquara       | Passagier- und Frachtschiff | 4872 BRT | Lloyd Nacional                           | 131   | 11          |
| 16. August 1942, 09.13 Uhr | Annibal Benévolo | Passagier- und Frachtschiff | 1905 BRT | Companhia de Navegação Lloyd Brasileiro  | 150   | 4           |
| 16. August 1942, 19.10 Uhr | Baependy         | Passagier- und Frachtschiff | 4801 BRT | Companhia de Navegação Lloyd Brasileiro  | 270   | 36          |
| 17. August 1942, 15.49 Uhr | Itagiba          | Passagier- und Frachtschiff | 2169 BRT | Companhia de Navegação Costeira          | 36    | 145         |
| 17. August 1942, 18.03 Uhr | Arará            | Passagier- und Frachtschiff | 1075 BRT | Companhia Serras de Navegação e Comércio | 20    | 16          |

### Laconia-Nachspiel
Am 12. September 1942 um 22.07 Uhr torpedierte U 156 die Laconia (19.695 BRT) auf der Position 4° 34′ S, 11° 25′ W im Marinequadrat FF 7721 mit zwei Torpedos. An Bord der Laconia befanden sich 2.732 Personen darunter etwa 1.800 italienische Kriegsgefangene. Der Kommandant vom U 156 erkannte, dass durch die Torpedierung Verbündete in Seenot geraten waren und leitete eine in der Seekriegsleitung beispiellose Rettungsaktion ein. Gemäß Befehls durch den BdU, Admiral Karl Dönitz, machte sich U 507 auf den Weg von seinem Einsatzort in den brasilianischen Gewässern zum Versenkungsort an die afrikanische Küste. Dort traf U 507 am 15. September einige Stunden nach U 506 an der Versenkungsstelle ein und sammelte Schiffbrüchige aus Rettungsbooten und nahm weitere Rettungsboote in Schlepp. Am 18. September waren 129 Italiener, 15 Frauen, 16 Kinder und ein britischer Offizier an Bord. Sieben Rettungsboote mit 330 Menschen, darunter 35 Italiener, befanden sich am Schlepptau. Beide eingetroffenen deutschen Boote meldeten den Vollzug der Rettungsmaßnahmen an Karl Dönitz. Während Würdemann, Kommandant von U 506, wohlweislich nur die Anzahl der bei ihm an Bord und in seinem Schlepp befindlichen Schiffbrüchigen meldete und darauf verzichtete, deren Nationalitäten zu nennen, berichtete Schacht seinem Befehlshaber, dass er Boote mit 95 Briten und Polen im Schlepp habe. Dönitz befahl ihm daraufhin, die jeweiligen Taue zu kappen, während Würdemann keinen derartigen Befehl bekam. Die aufgefischten Italiener wurden kurze Zeit später der Annamite, einem französischen Avisoschiff, übergeben, das ebenfalls nach Anweisung des BdU zur Hilfe herbeigeeilt war. Danach marschierte U 507 auf Befehl des BdU nach Lorient zur Versorgung. Als Kommandant Schacht nach Abschluss der Rettungsaktion in langen Funksprüchen seine Handlungen beschrieb und auch schilderte, welche Hilfestellung er britischen und polnischen Schiffbrüchigen hatte zuteilwerden lassen, erhielt er von Dönitz einen scharfen Tadel.

### Angriffe auf U 507

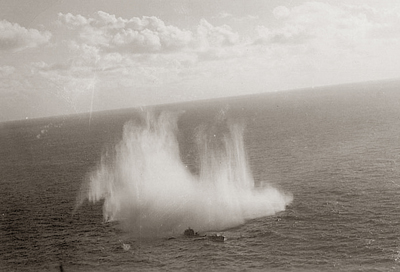
Angriff auf U 507

Die Alliierten führten zwei nachweislich aufgezeichnete Angriffe auf U 507 aus. Am 9. Mai 1942 wurde das U-Boot von einem Flugboot der US Navy vom Typ PBY Catalina 225 Meilen südlich von dessen Basis Pensacola attackiert. Am 10. Mai 1942 wurde das U-Boot erneut von einer PBY Catalina 56 Meilen südsüdwestlich von seiner Basis Pensacola bombardiert.

### Versenkung
U 507 wurde während eines Folgeunternehmens zum Unternehmen Paukenschlag von einem Seefernaufklärer vom Flugzeugtyp Catalina des Geschwaders VP-83 der US Navy am 13. Januar 1943 auf der Position 1° 38′ S, 39° 52′ W vor der brasilianischen Atlantikküste knapp südlich des Äquators versenkt. Dabei kamen alle Besatzungsmitglieder des U-Bootes und ein Überlebender des Handelsschiffes Baron Dechmont, das zehn Tage zuvor auf der Position 3° 11′ S, 38° 41′ W vom U 507 torpediert und versenkt wurde, ums Leben.